# قاچاقچی‌ها (فیلم ۲۰۲۳)
قاچاقچی‌ها (انگلیسی: Smugglers; کره‌ای: 밀수) یک فیلم جنایی محصول سال ۲۰۲۳ کره جنوبی به کارگردانی ریو سونگ وان، با بازی کیم هه سو، یوم جونگ آه، جو این سونگ، پارک جونگ مین، کیم جونگ سو و گو مین شی است. این فیلم در ۲۶ ژوئیه ۲۰۲۳ منتشر شد.

## بازیگران
- کیم هه سو در نقش جو چون جا، یک قاچاقچی[۴][۵]
- یوم جونگ آه در نقش اوم جین سوک، بهترین دوست چون جا[۵]
- جو این سونگ در نقش گروهبان کوان، پادشاه ملی قاچاق[۵]
- پارک جونگ مین در نقش جانگ دو ری[۵]
- کیم جونگ سو در نقش لی جانگ چون[۶][۵]
- گو مین شی در نقش گو اوک بون[۷][۵]
- پارک کیونگ هه در نقش دوک سون[۸]
- کیم جه هوا در نقش غواص[۸]
- بک جو هی در نقش Somers[۹]
- شیم سو یونگ در نقش غواص[۹]
- پارک جون میون در نقش یانگ گوم نه[۸]
- جو بو بی در نقش لی اوک چوک[۸]